# KkStB 16 sorozat
A kkStB 16 sorozat egy gyorsvonati szerkocsisgőzmozdony-sorozat volt a cs. kir. osztrák Államvasutaknál (k.k. österreichischen Staatsbahnen, kkStB), melynek mozdonyai eredetileg a Mährisch-Schlesischen Központi Vasút (Mährisch-Schlesischen Centralbahn, MSCB) és az Osztrák Északnyugati Vasút (Österreichische Nordwestbahn, ÖNWB) vonalain szolgáltak.

## KkStB 16.01–02 (MSCB)
Az MSCB beszerzésű Floridsdorfi gyártású mozdonyok csupán néhány kisebb résszletben különböztek az ÖNWB IIb sorozatúaktól. Az MSCB a két mozdonynak a 25-26 pályaszámokat és az ETZEL és REDTENBACHER neveket adta. Az 1895-ös államosítás után a kkStB-nél a 16 sorozat 1 és 2 pályaszámai alá lettek beosztva.
A 16.02 az első világháború után a Csehszlovák Államvasutakhoz (ČSD) került 232.001 pályaszámon, a 16.01-et még 1901 előtt selejtezték.
| ÖNWB IIIa és IIIb kkStB 16.03–46 ČSD 232.0 sorozat             | ÖNWB IIIa és IIIb kkStB 16.03–46 ČSD 232.0 sorozat             | ÖNWB IIIa és IIIb kkStB 16.03–46 ČSD 232.0 sorozat             | ÖNWB IIIa és IIIb kkStB 16.03–46 ČSD 232.0 sorozat             | ÖNWB IIIa és IIIb kkStB 16.03–46 ČSD 232.0 sorozat             | ÖNWB IIIa és IIIb kkStB 16.03–46 ČSD 232.0 sorozat             |
| ÖNWB IIIb No. 50 „Stuart Mill“ később kkStB 16.38, ČSD 232.016 | ÖNWB IIIb No. 50 „Stuart Mill“ később kkStB 16.38, ČSD 232.016 | ÖNWB IIIb No. 50 „Stuart Mill“ később kkStB 16.38, ČSD 232.016 | ÖNWB IIIb No. 50 „Stuart Mill“ később kkStB 16.38, ČSD 232.016 | ÖNWB IIIb No. 50 „Stuart Mill“ később kkStB 16.38, ČSD 232.016 | ÖNWB IIIb No. 50 „Stuart Mill“ később kkStB 16.38, ČSD 232.016 |
|                                                                | IIIa 1874                                                      | IIIa 1886                                                      | IIIb 1873                                                      | IIIb 1886                                                      | IIIb 1896                                                      |
| -------------------------------------------------------------- | -------------------------------------------------------------- | -------------------------------------------------------------- | -------------------------------------------------------------- | -------------------------------------------------------------- | -------------------------------------------------------------- |
| Pályaszám:                                                     | ÖNWB IIIa 13–42 kkStB 16.03–30 ČSD 232.002–013                 | ÖNWB IIIa 13–42 kkStB 16.03–30 ČSD 232.002–013                 | ÖNWB IIIb 43–58 kkStB 16.31–46 ČSD 232.014–018                 | ÖNWB IIIb 43–58 kkStB 16.31–46 ČSD 232.014–018                 | ÖNWB IIIb 43–58 kkStB 16.31–46 ČSD 232.014–018                 |
| Darabszám:                                                     | 30                                                             | 30                                                             | 16                                                             | 16                                                             | 16                                                             |
| Gyártó:                                                        | Wr. Neustadt                                                   | Wr. Neustadt                                                   | Floridsdorf                                                    | Floridsdorf                                                    | Floridsdorf                                                    |
| Gyártásban:                                                    | 1870–1871                                                      | 1870–1871                                                      | 1873                                                           | 1873                                                           | 1873                                                           |
| Selejtezés:                                                    | 1937-ig                                                        | 1937-ig                                                        | 1938-ig                                                        | 1938-ig                                                        | 1938-ig                                                        |
| Jelleg:                                                        | 2'Bn2                                                          | 2'Bn2                                                          | 2'Bn2                                                          | 2'Bn2                                                          | 2'Bn2                                                          |
| Hajtókerék-átmérő:                                             | 1580 mm                                                        | 1580 mm                                                        | 1580 mm                                                        | 1580 mm                                                        | 1580 mm                                                        |
| Futókerékátmérő:                                               | 950 mm                                                         | 950 mm                                                         | 950 mm                                                         | 950 mm                                                         | 950 mm                                                         |
| Csatolt kerekek tengelytávolsága:                              | 1660 mm                                                        | 1660 mm                                                        | 1660 mm                                                        | 1660 mm                                                        | 1660 mm                                                        |
| Össztengelyrávolság:                                           | 4175 mm                                                        | 4175 mm                                                        | 4175 mm                                                        | 4175 mm                                                        | 4175 mm                                                        |
| Tengelytávolság szerkocsival:                                  | 11 119 mm                                                      | 11 290 mm                                                      | k.A.                                                           | 11 290 mm                                                      | 11 290 mm                                                      |
| Hossz:                                                         | 8480 mm                                                        | 8550 mm                                                        | 8480 mm                                                        | 8550 mm                                                        | 8486 mm                                                        |
| Hossz szerkocsival:                                            | 14 649 mm                                                      | 14 732 mm                                                      | 14 850 mm                                                      | 14 920 mm                                                      | 14 687 mm                                                      |
| Magasság:                                                      | 4 391 mm                                                       | 4 391 mm                                                       | 4 391 mm                                                       | 4 391 mm                                                       | 4 391 mm                                                       |
| Üres tömeg:                                                    | k.A.                                                           | 33,0 t                                                         | 32,0 t                                                         | 33,0 t                                                         | 33,0 t                                                         |
| Tapadási tömeg:                                                | 24,00 t                                                        | 24,50 t                                                        | 23,75 t                                                        | 24,50 t                                                        | 24,50 t                                                        |
| Szolgálati tömeg:                                              | 36,0 t                                                         | 37,0 t                                                         | 36,0 t                                                         | 37,0 t                                                         | 37,0 t                                                         |
| Szolgálati tömeg szerkocsival:                                 | 63,5 t                                                         | 64,5 t                                                         | 64,0 t                                                         | 65,0 t                                                         | 64,5 t                                                         |
| Csőfűtőfelület:                                                | 124,2 m²                                                       | 122,2 m²                                                       | 120,0 m²                                                       | 120,3 m²                                                       | 122,2 m²                                                       |
| Sugárzó fűtőfelület:                                           | 8,8 m²                                                         | 7,2 m²                                                         | 7,5 m²                                                         | 7,3 m²                                                         | 7,2 m²                                                         |
| Rostélyfelület:                                                | 1,70 m²                                                        | 1,69 m²                                                        | 1,69 m²                                                        | 1,69 m²                                                        | 1,69 m²                                                        |
| Gőznyomás:                                                     | 8,5 at                                                         | 8,5 at                                                         | 10 at                                                          | 9 at                                                           | 10 at                                                          |
| Hengerátmérő:                                                  | 410 mm                                                         | 410 mm                                                         | 410 mm                                                         | 410 mm                                                         | 410 mm                                                         |
| Dugattyúlöket:                                                 | 632 mm                                                         | 632 mm                                                         | 632 mm                                                         | 632 mm                                                         | 632 mm                                                         |
| Szerkocsi típusa:                                              | 23                                                             | 23                                                             | 23                                                             | 23                                                             | 23                                                             |
| Vízkészlet:                                                    | 7,5 m³                                                         | 7,5 m³                                                         | 7,5 m³                                                         | 7,6 m³                                                         | 7,6 m³                                                         |
| Tüzelőanyagkészlet:                                            | 8,0 m³                                                         | 8,0 m³                                                         | 8,5 m³                                                         | 8,5 m³                                                         | 8,5 m³                                                         |
| Legnagyobb sebesség:                                           | 60 km/h                                                        | 60 km/h                                                        | 60 km/h                                                        | 60 km/h                                                        | 60 km/h                                                        |

## KkStB 16.03–46 (ÖNWB)
A Bécsújhelyi Mozdonygyár 1870 és 1871 között 30 db IIIa sorozatú mozdonyt szállított az ÖNWB-nek 13-42 pályaszámokkal és STEPHENSON, GERSTNER, VOLTA, COCKERILL, GAUSS, GHEGA, RESSEL, GUTENBERG, NEWTON, GALILEI, KOPERNIKUS, LANNA, VEGA, REAUMUR, FRANKLIN, BERZELIUS, ARAGO, HENZ, FAIRBAIRN, ETZEL, ARCHIMEDES, CELSIUS, FAHRENHEIT, PYTHAGORAS, COLUMBUS, REDTENBACHER, NEVILLE, GAY-LUSSAC, DAVY, KEPLER nevekkel. A IIIa sorozat az SNDVB 2B tengelyelrendezésű mozdonyai mintájára készült. Először használtak a homloklámpánál hatszögletű üveget. Ez az ÖNWB kuriózum az államosításig megmaradt.
1900-ig a mozdonyok a Bécs-Tetchen éjszakai postavonatot előfogatolták.
A Floridsdorfi Mozdonygyár 1873-ban szállított 16 db IIIb osztályú mozdonyt az ÖNWB-nek 43-58 pályaszámokkal és PAMBOUR, TORICELLI, KUDLER, SOMMEILLER, PAUL MEIHSNER, FRIEDRICH SCHNIRCH, ADALBERT V. SCHMID, STUART MILL, SIMON STAMPFER, SHARP, CRAMPTON, PRECHTL, RAPHAEL DONNER, MARIOTTE, GRAF STADION, WINCKELMANN nevekkel. Ezek csupán jelentéktelen mértékben tértek el a IIIa sorozattól (Lásd a táblázatot).
1893-ban 27 db IIIa és IIIb sorozatú mozdony kapott jobb kazánt.
A mozdonyok Bécs, Németbrod, Reichenberg, Josefstadt, Königgrätz, Groß Wossek és Tetschen állomásokra voltak honosítva. 1895-ben személyvonati szolgálatban Bécs-Tetchen (475 km) távolságot 14-16 óra teljesítette.. Később helyi forgalomban szolgáltak a Bécs-Stockerau vonalon.
Az 1909-es államosítás után a IIIa sorozat a 16.02-30 pályaszámcsoportba került, a IIIb pedig a 16.31-46 csoportba.
Az első világháború után a még üzemelő mozdonyokból a Lengyel Államvasutakhoz (PKP) került néhány darab, ám pályaszámot már nem kaptak, selejtezték őket, a Csehszlovák Államvasutakhoz (ČSD) kerültek a 232.0 sorozatba lettek beosztva.

## Fordítás
- Ez a szócikk részben vagy egészben  a   kkStB 16 című német Wikipédia-szócikk fordításán alapul.  Az eredeti cikk szerkesztőit annak laptörténete sorolja fel. Ez a jelzés csupán a megfogalmazás eredetét és a szerzői jogokat jelzi, nem szolgál a cikkben szereplő információk forrásmegjelöléseként.